# رادزمین
رادزمین (به لاتین: Radzymin؛ تلفظ لهستانی: [raˈd͡zɨmʲin]) یک شهر در لهستان است که در گمینا رازمین واقع شده‌است.
رادزمین ۲۳٫۳۲ کیلومتر مربع مساحت و ۸٬۸۱۸ نفر جمعیت دارد.